# Franck Goldnadel
Pour les articles homonymes, voir Goldnadel.
Franck Goldnadel, né le 14 août 1969 à La Ferté Macé, est un ingénieur et directeur d'aéroport français.

## Biographie

### Famille et formation
Franck Albert Samuel Goldnadel naît le 14 août 1969 à La Ferté Macé dans le département de l'Orne.
Après des études à l'école normale israélite orientale puis des classes préparatoires aux grandes écoles au lycée Janson-de-Sailly, il intègre l'École nationale de l'aviation civile dont il est diplômé en juillet 1993,.
Le 3 octobre 1998, il épouse Sandrine Kowalczyk, également ingénieur diplômée de la même promotion de l'École nationale de l'aviation civile,,, sa suppléante au conseil d'administration de l'école.

### Carrière professionnelle
Il commence sa carrière en 1993 au département transport aérien de l'ENAC, où il travaille sur les formations Airbus. 
De 1994 à 1997, il est directeur commercial d'Alyzia Airport Services, filiale d'Aéroports de Paris pour les services d'assistance en escale. En 1997, il rejoint Aéroports de Paris, où il est responsable du service d'exploitation des terminaux 1 et 3. De 2003 à 2009, il est nommé directeur des terminaux 2E, 2F, 2G et de la gare TGV de l'aéroport de Paris-Charles-de-Gaulle. En 2010-2011, il est directeur de l'aéroport de Paris-Orly,,. 
Le 1er mars 2011, Franck Goldnadel est nommé directeur de l'aéroport Charles de Gaulle,. 
Remplacé par Marc Houalla en février 2018, il rejoint Atalian. 
En septembre 2020, il est nommé président du directoire d’Aéroports de la Côte d’Azur, deuxième société aéroportuaire française après Aéroports de Paris, qui administre l'aéroport de Nice-Côte d'Azur, l'aéroport de Cannes - Mandelieu et l'aéroport de La Môle - Saint-Tropez,, pour faire face à la diminution du trafic aérien compte tenu de la crise sanitaire. Il estime que le site azuréen « peut être dans le peloton de tête des aéroports qui vont recouvrer un peu plus rapidement leur activité, du fait de l'attractivité du territoire et du trafic réparti entre vols intérieurs, passagers en provenance de grandes capitales européennes et trafic international pur ».
En mars 2025, il est reconduit dans ses fonctions pour 5 ans.

## Distinctions
Le 19 mai 1992, Franck Goldnadel est nommé parmi les représentants des élèves, au sein du conseil d'administration de l'École nationale de l'aviation civile.
Le 16 mai 2008, il est nommé chevalier de l'ordre national du Mérite au titre de « directeur d'une unité aéroportuaire ; 15 ans d'activités professionnelles et de services militaires », et promu officier le 14 novembre 2016 au titre de « directeur général adjoint d'un groupe aéroportuaire, directeur d'un aéroport ».

## Pour approfondir